# Shoko Ibe
Shoko Ibe –en japonés, 伊部 尚子, Ibe Shoko– (25 de mayo de 1987) es una deportista japonesa que compitió en judo. Ganó dos medallas en el Campeonato Asiático de Judo en los años 2009 y 2012.

## Palmarés internacional
| Campeonato Asiático | Campeonato Asiático  | Campeonato Asiático | Campeonato Asiático |
| Año                 | Lugar                | Medalla             | Categoría           |
| ------------------- | -------------------- | ------------------- | ------------------- |
| 2009                | Taipéi (Taiwán)      | Medalla de plata    | –48 kg              |
| 2012                | Taskent (Uzbekistán) | Medalla de bronce   | –48 kg              |